# Heinrich I. (England)

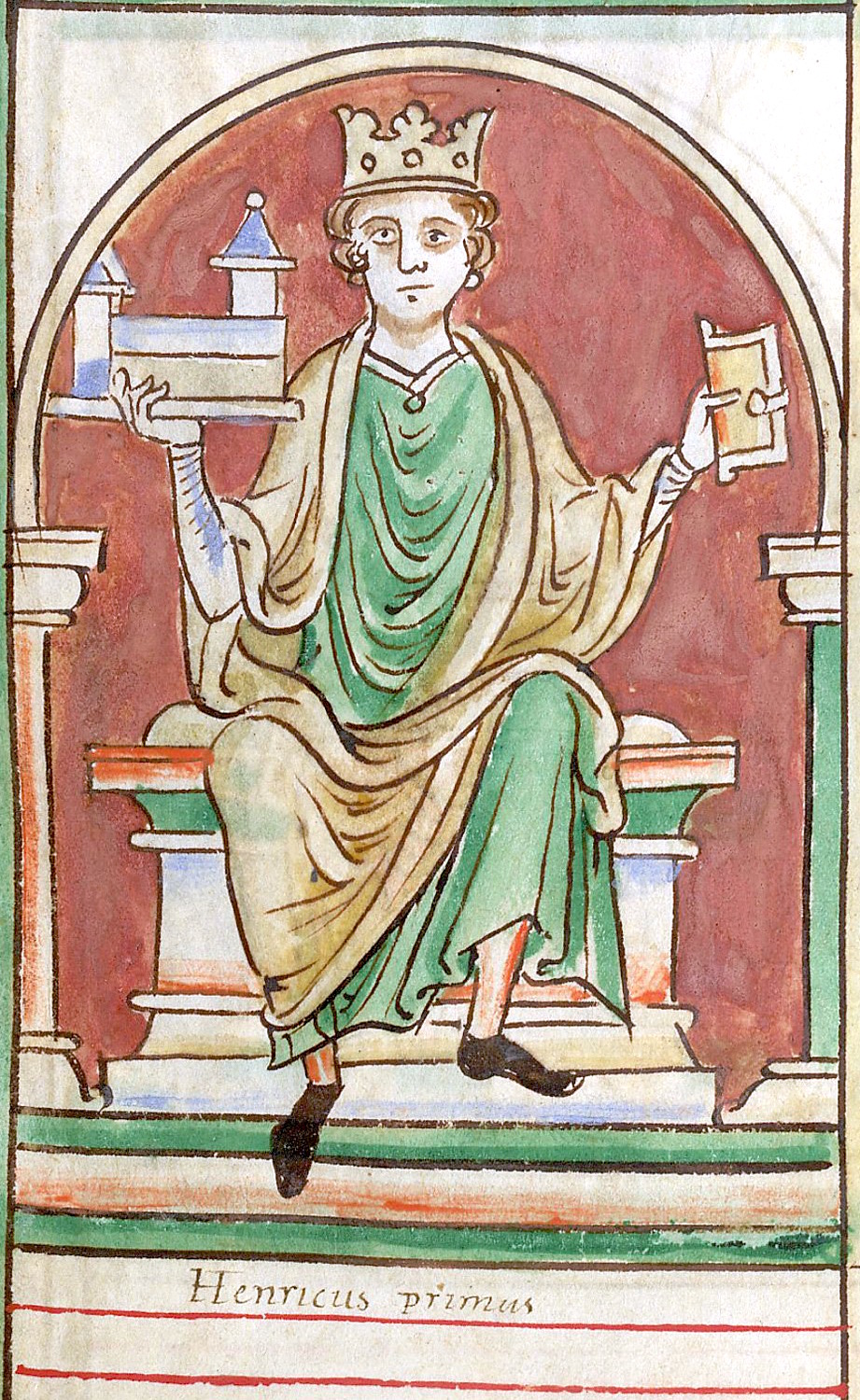
Porträt Heinrichs I. aus der Chronik von Matthäus Paris

Heinrich I. (englisch Henry I; * um 1068 in Selby in Yorkshire; † 1. Dezember 1135 in Lyons-la-Forêt in der Normandie) wegen seines Interesses an den Wissenschaften Henry Beauclerk oder Henry Beauclerc genannt, war von 1100 bis 1135 König von England.
Heinrich war der jüngste Sohn Wilhelms des Eroberers und dessen Ehefrau Mathilde von Flandern. Er regierte als Nachfolger seines Bruders, Wilhelm II., genannt William Rufus. Heinrich erhielt den Beinamen „Löwe der Gerechtigkeit“ (englisch Lion of Justice), da seine Herrschaft durch eine selbst auferlegte Machtbeschränkung der Krone gekennzeichnet war. Daneben sind aus seiner Regierungszeit die Beschleunigung der Verwaltung, die Wiedervereinigung der Domänen seines Vaters und die umstrittene Entscheidung, seine Tochter Matilda als seine Erbin einzusetzen, in Erinnerung geblieben.

## Jugend
Heinrich I. wurde zwischen Mai 1068 und Mai 1069, vermutlich in Selby, Yorkshire in England, geboren. Als jüngster Sohn der Familie sollte er eigentlich Bischof werden und bekam eine hervorragende Schulausbildung – so gut, wie sie für junge Adlige gerade möglich war. Allerdings wurde er entgegen der ursprünglichen Planung mit etwa 18 Jahren zum Ritter geschlagen. Vermutlich zählt er zu den wenigen normannischen Regenten, die fließend Englisch sprachen. Überlieferungen zufolge war er von durchschnittlicher Größe, untersetzt, im Alter dickleibig und hatte schütteres, dunkles Haar.
Mit dem Tod seines Vaters, Wilhelms des Eroberers, 1087 wurde das Land unter dessen Söhnen aufgeteilt:
- Robert Curthose erhielt das Herzogtum der Normandie
- Wilhelm II. erhielt das Königreich England
- Heinrich bekam 5.000 Pfund Silber

## Herrschaftsübernahme
Die beiden älteren Brüder schlossen den Pakt, dass, wenn einer der beiden ohne Erben sterben würde, beide Domänen ihres Vaters unter dem überlebenden Bruder wiedervereinigt würden. Als Wilhelm II. 1100 jedoch starb, war Robert noch auf dem Rückweg vom Ersten Kreuzzug. Seine Abwesenheit, gepaart mit seinem schlechten Ruf unter den adligen Normannen, ebneten Heinrich den Weg, die Schlüsselgewalt über das königliche Anwesen in Winchester zu ergreifen. Er wurde von den führenden Baronen als König akzeptiert und drei Tage später, am 5. August, in Westminster gekrönt. Seine Macht sicherte er sich insbesondere durch die Charta der Freiheiten, eine Vorgängerin der Magna Charta, die er den Adligen zugestand.
Am 11. November 1100 heiratete Heinrich I. Edith, eine Tochter von König Malcolm III. von Schottland. Da Edith zugleich die Nichte Edgar Æthelings war, verschmolz mit der Heirat die normannische Linie mit der alten angelsächsischen Linie der Könige. Die Heirat missfiel den normannischen Baronen jedoch, und als Konzession ihnen gegenüber änderte Edith ihren Namen in Matilda, als sie Königin wurde.
Im folgenden Jahr 1101 versuchte Robert Curthose, die Krone mit einem Feldzug zurückzuerobern. Dies scheiterte, und im Vertrag von Alton erkannte Robert Heinrich I. als König von England an und kehrte zunächst friedlich in die Normandie zurück.
1105 führte Heinrich, um die dauernde Bedrohung durch Robert Curthose zu bannen, ein Expeditionsheer über den Ärmelkanal. 1106 besiegte er das normannische Heer in der vernichtenden Schlacht bei Tinchebray. Er ließ seinen Bruder einkerkern und gliederte das Herzogtum der Normandie als Besitztum Englands ein. So vereinigte er die alten Domänen seines Vaters. Nachdem er sich gegen seinen Bruder durchgesetzt hatte, unterstützte Heinrich die normannische Eroberung von Wales. Dabei musste er sich teilweise gegen die mächtigen anglonormannischen Barone der Grenzregionen durchsetzen, wobei sich der König nicht scheute, sich im Kampf gegen seine Barone mit walisischen Fürsten zu verbünden. Nachdem seine Barone bereits große Teile von Südwales unter normannische Herrschaft gebracht hatten, führte Heinrich 1114 und 1121 selbst zwei Feldzüge gegen die walisischen Fürstentümer. Unter dem Eindruck dieser Feldzüge blieb Wales zu weiten Teilen unter direkter normannischer Herrschaft oder zumindest Oberherrschaft. Erst unter König Eduard I. erreichte die anglonormannische Herrschaft über Wales die Ausdehnung und das Ausmaß wie zur Zeit von Heinrich. Nach dem Tod Heinrichs kam es in weiten Teilen von Wales zu einem Aufstand gegen die normannische Herrschaft. Nach Norden erreichte Heinrich I. 1124 durch die Thronbesteigung seines Schwagers David in Schottland eine Absicherung. Dagegen verlor er in Frankreich 1113 die Grafschaft Maine an Fulko, Graf von Anjou, und verhielt sich auch sonst in seinen normannischen Territorien defensiv.

## Reichsorganisation
Als König bemühte sich Heinrich I. um Sozial- und Justizreformen:
- die Charter of Liberties (die Charta der Freiheiten)
- die Wiederherstellung der Gesetze von König Eduard dem Bekenner.

Auf dem Feld der Kirchenpolitik geriet Heinrich I., ebenso wie einige Jahre zuvor im Heiligen Römischen Reich Kaiser Heinrich IV., in den Investiturstreit hinein. Während diese Auseinandersetzung auf dem Kontinent tobte, konnte sie in England trotz immer wieder aufflammender Streitigkeiten lange in ihrer vollen Schärfe vermieden werden. Hauptkontrahent Heinrichs war Anselm von Bec, der Erzbischof von Canterbury und damit höchste Kleriker Englands. Heinrich bestand auf dem Recht zur Einsetzung (Investitur) von hochrangigen Geistlichen sowie auf der Oberaufsicht des Königs über alle Verlautbarungen von Synoden und über den Kontakt zwischen englischen Geistlichen und dem Papst. Anselm von Bec, der unter Wilhelm II. aus England geflohen war, kehrte unter Heinrich zurück, weigerte sich aber, das Erzbistum aus des Königs Händen zu empfangen und ihm Gefolgschaft zu leisten. Heftige Auseinandersetzungen folgten, auf deren Höhepunkt Anselm dem König mit Exkommunikation drohte. Auf der Synode von London 1107 versprach Heinrich I. daraufhin, keine Bischöfe und Äbte mehr einzusetzen. Allerdings unterstützte der König die Kirchenreform auf anderen Gebieten. So versah er die neuen monastischen Reformorden, vor allem die Augustiner-Chorherren und zum Ende seiner Herrschaft hin die Zisterzienser, mit reichen Schenkungen. Entschlossen setzte er sich gegen die noch weit verbreitete Priesterehe und für die Durchsetzung des Zölibats ein.
Was die Reichsorganisation betrifft, so setzte erst Heinrich I. die unter Wilhelm dem Eroberer begonnene Verbesserung wirklich um. Der Exchequer (Fiskus), jeweils einer für England und für die Normandie, wurde zum Knotenpunkt der Reichsverwaltung. Auf den englischen Exchequer bezogen sich die Sheriffs, die in jeder Grafschaft die königlichen Abgaben eintrieben und in steigendem Maß auch Verwaltungsaufgaben wahrnahmen. Die königliche Rechtsprechung weitete sich über das ursprüngliche Feld der Schwerkriminalität auch auf Prozesse aus, bei denen es um Grundbesitz ging. Darüber hinaus stützte sich die königliche Verwaltung auch auf die Kirchenstruktur mit Bischöfen und Äbten als wichtigen Lehensnehmern. Auch schriftliche Erlasse des Königs, so genannte writs, spielten eine immer größere Rolle. Die pipe rolls, Rechnungslisten des Exchequers, gehören heute zu den wichtigsten Dokumenten der englischen Geschichtsschreibung. Die ältesten Exemplare stammen aus der Zeit Heinrichs I.

## Familie
Mit Matilda, die während des Königs Abwesenheit Regentenaufgaben übernahm und sich um den Ausbau Londons verdient machte (good queen Maud), hatte Heinrich I. zwei Kinder, bevor sie 1118 verstarb: Matilda, geboren 1102, und William Ætheling, geboren 1103 – beide sollten die einzigen ehelichen Kinder Heinrichs bleiben. Am 29. Januar 1121 heiratete er Adelheid von Löwen, die Tochter Gottfrieds I., des Grafen von Löwen, doch aus dieser Heirat gingen keine Kinder hervor. Heinrich hatte jedoch zahlreiche uneheliche Kinder – mehr als zwanzig sind bekannt –, die im Zeitraum zwischen 1100 und 1120 geboren wurden (siehe unten). Die meisten unehelichen Söhne übernahmen später wichtige Fürstentümer; die Töchter wurden nach politischen Gesichtspunkten verheiratet.
Am 25. November 1120 starben zwei seiner Söhne bei der Havarie des Weißen Schiffs an der Küste der Normandie. Einer der beiden, Richard, war unehelich und wird in den Überlieferungen nur sporadisch erwähnt, so dass die Vermutung geäußert wurde, er habe niemals existiert. Mit dem Tod des anderen, des aus der Ehe mit Matilda hervorgegangenen William Ætheling und einzigen ehelichen Sohnes Heinrichs, war das Königreich jedoch in eine Krise geraten.
Da er ohne männlichen Erben war, verpflichtete Heinrich I. ungewöhnlicherweise seine Barone, seine Tochter Matilda als Erbin anzuerkennen. Sie war die Witwe Kaiser Heinrichs V. des Heiligen Römischen Reiches.
Heinrich I. starb am 1. Dezember 1135 bei St. Denis le Fermont in der Normandie an einer Lebensmittelvergiftung durch verdorbene Neunaugen und wurde im Kloster Reading Abbey in Reading beigesetzt. Im März 2015 wurde bekannt, dass nach der erfolgreichen Suche nach den Überresten König Richards III. geplant ist, auch die sterblichen Überreste Heinrichs auf dem Gelände des größtenteils im 16. Jahrhundert zerstörten Klosters zu suchen.
Obwohl Heinrichs I. Barone Loyalität gegenüber seiner Tochter Matilda als ihre Königin geschworen hatten, gaben das Geschlecht Matildas und ihre Wiederverheiratung mit dem Geschlecht der Anjous, Feinden der Normannen, Heinrichs I. Neffen Stephan von Blois die Gelegenheit, um nach England zu kommen und den Thron mit der Unterstützung des Volkes als Stephan für sich zu beanspruchen. Der Kampf zwischen Matilda und Stephan gipfelte in einem jahrelangen Bürgerkrieg, der anomische Zustände hervorrief. Der Streit konnte schließlich beendet werden, nachdem Stephan 1153 Matildas Sohn Heinrich als seinen Erben bestimmt hatte.
Der wichtigste zeitgenössische Geschichtsschreiber über das Leben und Wirken Heinrichs I. ist Ordericus Vitalis. In seiner Kirchengeschichte wird der König häufig erwähnt.
Die bekannten unehelichen Kinder Heinrichs sind:
- aus der Verbindung mit Ansfride, Witwe von Anskill:

1. Richard, * vor 1101; † ertrunken 25. November 1120 (Weißes Schiff), Earl of Suffolk
2. Fulk, † klein
3. Juliane, nach 1119 Geistliche in der Abtei Fontevrault; ⚭ 1103 Eustache de Pacy, Herr von Breteuil und Pacy, † 1136 (FitzOsbern)

- aus der Verbindung mit Edith, 1130 bezeugt

1. Maud † ertrunken 25. November 1120 (Weißes Schiff); ⚭ 1103 Rotrou III., Graf von Perche, † 20. Januar/23. April 1144

- aus der Verbindung mit Edith, Tochter von Forn Sigulfsson

1. Robert FitzEdith, † 31. Mai 1172; ⚭ Mathilde d’Avranches, Herrin von Le Sap, Lady of Okehampton, † 21. September 1173, Erbtochter von Robert d’Avranches, Witwe von William de Courcy

- aus der Verbindung mit Sibyl Corbet, Tochter von Robert, Lord of Alcester (Warwickshire)

1. Reginald de Dunstanville, † 1. Juli 1175, um April 1141 Earl of Cornwall, ⚭ Beatrice FitzRichard, Tochter des William
2. Rochese, † wohl 1176, ⚭ vor 1146 Henry de la  Pomeroy, † vor 1167
3. William, 1120/87 bezeugt
4. Gundred, wohl 1130 bezeugt
5. Sibyl, † 12/13. Juli 1122; ⚭ Alexander I., † 23. April 1124, 1107 König von Schottland

- aus der Verbindung mit Nest ferch Rhys, Tochter von Rhys ap Tewdwr von Deheubarth (südwestliches Wales) (Haus Gwynedd)

1. Henry, X 1157; ⚭ NN
2. 2 Söhne

- aus der Verbindung mit Isabel de Beaumont, Tochter von Robert de Beaumont, Graf von Meulan, 1. Earl of Leicester, und Elisabeth von Vermandois

1. Isabel

- aus der Verbindung mit unbekannten Frauen:

1. Robert de Caen, * wohl 1100; † 31. Oktober 1147, 1122 1. Earl of Gloucester; ⚭ Maud (Mabel/Sibyl), † 1157, Tochter von Robert FitzHamon, Lord of Tewkesbury and Glamorgan, und Sibyl de Montgomery
2. William de Tracey, † wohl 1135 oder 1140; ⚭ NN
3. Gilbert, 1142 bezeugt
4. Maud; ⚭ Conan III. Herzog von Bretagne, † 1148 (Haus Cornouaille)
5. Richilde; ⚭ Guillaume III Gouet, Lord of Montmirail, * vor 1080
6. Constance (Maud); ⚭ Roscelin de Beaumont, Vizegraf von Maine 1145
7. Alice; ⚭ 1126 Mathieu I. de Montmorency, † 1160, 1138 Connétable von Frankreich (Stammliste der Montmorency)

Zur Nachkommenschaft der unehelichen Kinder siehe Rolloniden

## Rezeption
Heinrich I. wird unter anderem in mehreren Romanen erwähnt:
- Rebecca Gablé: Das Zweite Königreich (2000)
- Rebecca Gablé: Hiobs Brüder (2009)
- Ken Follett: Die Säulen der Erde (1990)